# 蒼夜曲 セレナーデ
「蒼夜曲 セレナーデ」（セレナーデ）は、尾崎亜美の11作目のシングル。1980年11月5日にキャニオン・レコード/F-LABELから発売された。

## 概要
作詞・作曲・編曲のすべてを尾崎亜美自身が手掛けている。シングルレコードは、発売当初ヒットには至らなかったが、「蒼夜曲 セレナーデ」はライブを中心に徐々に人気が高まって行き、代表曲の一つとなる。これまでにシングル・バージョンを含めて4度レコーディングが行われており、尾崎によると、デイヴィッド・フォスターがプロデュースを担当したアルバム『HOT BABY』に収録されたアルバムバージョンは特に人気があるという。当バージョンはシングルとかなり異なるアレンジだが、日本のロック・ミュージシャン達が音楽の手本として聴くことが多く、尾崎のライブにギター演奏で参加している是永巧一は、「俺、蒼夜曲の演奏、全部頭に入っていますから」と語っているとのこと。ライブではピアノの伴奏のみの弾き語りで歌うことが多く、ファン投票では毎回上位に入る作品となっている。
この曲は奥井雅美がカバーし、テレビ東京系で放送されたドラマ「キューティーハニー THE LIVE」のテーマソングとして使用され、ボーカル・アルバム『キューティーハニー THE LIVE Vocal Album METAMORPHOSES』に収録された。
B面曲「SWEET CHRISTMAS SONG」はアルバム未収録。非売品シングルがホワイトレコードで制作され、1981年12月に発売されたアルバム『Air Kiss』の初回盤に特典として添付された。『Air Kiss』のCDが2013年10月に紙ジャケット仕様で再発売された際、ボーナストラックとして追加収録された。

## 収録曲
| 全作詞・作曲・編曲: 尾崎亜美。 |                          |          |            |      |
| #                              | タイトル                 | 作詞     | 作曲・編曲 | 時間 |
| A.                             | 「蒼夜曲 セレナーデ」    | 尾崎亜美 | 尾崎亜美   | 4:45 |
| B.                             | 「SWEET CHRISTMAS SONG」 | 尾崎亜美 | 尾崎亜美   | 4:19 |
| 合計時間:                      | 合計時間:                | 9:04     |            |      |

## 収録アルバム
蒼夜曲 セレナーデ
- HOT BABY（デイヴィッド・フォスターのアレンジによるアルバム・バージョン）
- BEST SELECTION
- lapis lazuli（今剛のアレンジによるセルフカバー）
- AMII'S BEST
- Amii-versary PONY CANYON EDITION
- PIA NOIR（ピアノ弾き語りによるセルフカバー）
- 名曲発掘 ! ジュエル・バラッズ（女性シンガーのバラード曲を中心に選曲されたオムニバス・アルバム）
- ザ・プレミアムベスト 尾崎亜美
- My Songs for You 尾崎亜美 40th Anniversary BEST

SWEET CHRISTMAS SONG
- Air Kiss（CDの再発盤にボーナストラックとして追加収録）

## 参考資料
- 長井英治:監修『日本の女性シンガー・ソングライター』シンコーミュージック・エンタテイメント〈ディスク・コレクション〉、2013年4月。ISBN 978-4401638048。